# Perdita multiflorae
Perdita multiflorae là một loài Hymenoptera trong họ Andrenidae. Loài này được Parker mô tả khoa học năm 1988.